# Aleksandr Boecharov
Aleksandr Jevgenjevitsj Boecharov (Russisch: Александр Евгеньевич Бухаров) (Brezjnev, 12 maart 1985) is een Russisch voormalig voetballer die doorgaans speelde als spits. Tussen 2002 en 2019 speelde hij voor FC Krasnodar-2000, Tsjernomorets Novorossiejsk, Roebin Kazan, Zenit St-Petersburg, Anzji Machatsjkala, FK Rostov en opnieuw Roebin Kazan. Boecharov maakte in 2009 zijn debuut in het Russisch voetbalelftal en kwam uiteindelijk tot negen interlands.

## Clubcarrière
Boecharov verkaste in 2004 van Tsjernomorets Novorossiejsk naar Roebin Kazan. Bij die club speelde hij eerst een seizoen bij de beloften, maar na daar tien keer te hebben gescoord in die jaargang, werd hij overgeheveld naar het eerste elftal. Vanaf 2005 speelde de aanvaller daar zijn wedstrijden. In 2008 won hij met Roebin de Premjer-Liga. Tevens kwam de naam van Boecharov in de annalen als spelers die het snelste doelpunt maakte. Tijdens de 3-0 overwinning op Spartak Naltsjik wist hij al na 26 seconden doel te treffen. Op 29 juli 2010 tekende hij een contract voor vier jaar bij Zenit Sint-Petersburg, dat hem in januari 2014 verhuurde aan Anzji Machatsjkala. Tijdens het thuisduel tegen zijn oude club Roebin Kazan zorgde hij met het enige doelpunt van de wedstrijd voor de eerste overwinning van Anzji Machatsjkala in het seizoen 2013/14. In de zomer van 2014 maakte Boecharov de overstap naar FK Rostov. In februari 2018 verliet Boecharov deze club, na drieënhalf jaar dienst. De Russische aanvaller keerde in de zomer daarop terug bij Roebin Kazan. In de zomer van 2019 zette hij een punt achter zijn actieve loopbaan.

## Interlandcarrière
Boecharov debuteerde op 14 oktober 2009 in het Russisch voetbalelftal. Op die dag werd er met 1–1 gelijkgespeeld tegen Azerbeidzjan. De aanvaller moest van bondscoach Guus Hiddink op de reservebank starten en hij mocht na iets meer dan een uur spelen het veld betreden voor Vladimir Bystrov. Boecharov nam in juni 2017 met gastland Rusland deel aan de FIFA Confederations Cup 2017, waar het in de groepsfase werd uitgeschakeld.
| Interlands van Aleksandr Boecharov voor Rusland | Interlands van Aleksandr Boecharov voor Rusland | Interlands van Aleksandr Boecharov voor Rusland | Interlands van Aleksandr Boecharov voor Rusland | Interlands van Aleksandr Boecharov voor Rusland | Interlands van Aleksandr Boecharov voor Rusland |
| №                                               | Datum                                           | Wedstrijd                                       | Uitslag                                         | Competitie                                      | Goals                                           |
| Als speler bij Roebin Kazan                     | Als speler bij Roebin Kazan                     | Als speler bij Roebin Kazan                     | Als speler bij Roebin Kazan                     | Als speler bij Roebin Kazan                     | Als speler bij Roebin Kazan                     |
| ----------------------------------------------- | ----------------------------------------------- | ----------------------------------------------- | ----------------------------------------------- | ----------------------------------------------- | ----------------------------------------------- |
| 1                                               | 14 oktober 2009                                 | Azerbeidzjan – Rusland                          | 1 – 1                                           | WK 2010 kwalificatie                            |                                                 |
| Als speler bij Zenit Sint-Petersburg            |                                                 |                                                 |                                                 |                                                 |                                                 |
| 2                                               | 17 november 2010                                | Rusland – België                                | 0 – 2                                           | Vriendschappelijk                               |                                                 |
| Als speler bij FK Rostov                        |                                                 |                                                 |                                                 |                                                 |                                                 |
| 3                                               | 24 maart 2017                                   | Rusland – Ivoorkust                             | 0 – 2                                           | Vriendschappelijk                               |                                                 |
| 4                                               | 28 maart 2017                                   | Rusland – België                                | 3 – 3                                           | Vriendschappelijk                               | 90+2'                                           |
| 5                                               | 5 juni 2017                                     | Hongarije – Rusland                             | 0 – 3                                           | Vriendschappelijk                               |                                                 |
| 6                                               | 9 juni 2017                                     | Rusland – Chili                                 | 1 – 1                                           | Vriendschappelijk                               |                                                 |
| 7                                               | 17 juni 2017                                    | Rusland – Nieuw-Zeeland                         | 2 – 0                                           | Confederations Cup 2017                         |                                                 |
| 8                                               | 21 juni 2017                                    | Rusland – Portugal                              | 0 – 1                                           | Confederations Cup 2017                         |                                                 |
| 9                                               | 24 juni 2017                                    | Rusland – Mexico                                | 1 – 2                                           | Confederations Cup 2017                         |                                                 |